# Bernard Clavel, un homme en colère
Bernard Clavel, un homme en colère est un ouvrage de Maryse Vuillermet ; il s’agit d’un essai biographique sur l'écrivain Bernard Clavel, publié dans le cadre de l'exposition Bernard Clavel de Lausanne en Suisse qui s'est déroulée du 10 septembre au 25 novembre 2003.

## Présentation et Contenu global
Ce texte de Maryse Vuillermet s'inscrit dans la grande manifestation qui s'est tenue à Lausanne en 2003 sur l'œuvre de l'écrivain Bernard Clavel qui a fait don d'un important fonds de documents et de textes à la bibliothèque cantonale et, universitaire de Lausanne. À travers ce thème de L'homme en colère, elle analyse son œuvre romanesque, donne sa vision de ses mécanismes de création, ceci essentiellement sur la période allant des débuts de Bernard Clavel jusqu'à l'année 1968 , année charnière pour lui qui reçut la consécration avec le prix Goncourt et une première notoriété de la part du grand public. 
Ses personnages sont souvent orgueilleux, c'est le ressort qui les fait agir, qui provoque leur colère, « le personnage principal, en tant que "signe du récit" est toujours un homme orgueilleux. » « C'est, écrit ensuite Maryse Vuillermet, un homme reconnu et valorisé par son travail, [...] une poétique du travail manuel servi par un vocabulaire technique des métiers, la connaissance précise des milieux décrits, plaçant au centre de l'œuvre le travailleur, son métier et l'orgueil de son métier. » Elle cite un passage du Seigneur du fleuve qui se termine par ces mots : « Il faut aussi l'orgueil. Un immense orgueil. » 
Cette colère dont il est question, revêt dans l'œuvre de Bernard Clavel plusieurs aspects, selon qu'on s'intéresse aux personnages dont certains ont un caractère autobiographique marqué ou aux éléments naturels qu'il décrit.

## Personnages de Clavel
Dans les deux premiers romans, les personnages éprouvent beaucoup de colère contre eux-mêmes, c'est évident dans L'Ouvrier de la nuit où le héros bat sa coulpe, s'accuse d'avoir fait le malheur de sa femme et de ses enfants pour courir après des utopies d'artiste. Dans Pirates du Rhône, c'est le peintre Gilbert qui essaie vainement de transcrire dans ses toiles les miroitements et les reflets changeants du fleuve. Ces deux œuvres fortement marquées par les expériences de l'auteur, retracent la période de sa vie quand il vivait au bord du Rhône à Vernaison au sud de Lyon.
Cette colère peut aussi être tournée vers d'autres personnages, l'horrible patron de Julien Dubois dans La maison des autres, les gendarmes responsables de la mort de la fiancée de Gilbert dans Pirates du Rhône, le fils égoïste de Germaine qui vend tous les biens de ses parents pour s'installer à Lyon dans L'Espagnol. Les raisons de ces colères sont nombreuses et les exemples ne manquent pas. Dans Malataverne ou dans L'Hercule sur la place ce sont les jeunes qui se disputent, dans Le Tonnerre de dieu c'est Brassac qui vire le souteneur de Marie, dans Le Seigneur du fleuve c'est l'âpre concurrence qui provoque une bagarre...  
Cette colère s'exerce aussi contre la ville et ses turpitudes, on vient de le voir avec L'Espagnol. C'est un thème récurrent, surtout dans les romans de cette période, avec par exemple Le Voyage du père où la ville tentatrice va emmener Marie-Louise loin de sa campagne et des siens dans une vie de débauche ou au contraire, quand Simone va quitter la ville et sa vie de prostituée pour retrouver la saine vie oubliée de la campagne dans Le Tonnerre de dieu.
Par contre les femmes sont parfois maltraitées et manifestent leur colère par la mauvaise humeur, « les femmes sont très ronchonneuses chez Clavel » écrit Maryse Vuillermet, ou alors « s'enferment dans le silence ou pleurent parfois».

## Éléments et les paysages
Les éléments jouent aussi un rôle important pour renforcer l'action. Ils se mettent eux aussi en colère pour conforter ou réprouver la colères des hommes, montrer aussi que la colère humaine est peu de choses quand les éléments se déchaînent. Dans Pirates du Rhône, c'est surtout la Saône qui va déborder, s'étaler lentement jusqu'à devenir plus dangereuse que les colères brutales du Rhône, c'est la neige et le froid qui transforment les paysages dans Le Voyage du père, cette neige qui devient sale dans la grande ville, c'est la révolte du Rhône dans Le Seigneur du fleuve qui va être fatale à Philibert Merlin et à son équipage…
Les paysages, les lieux où se déroulent l'action de ses romans sont souvent âpres voire hostiles, difficiles en tout cas pour les habitants qui doivent lutter pour vivre. Il met en scène essentiellement trois espaces, trois régions qu'il connaît bien pour y avoir passé beaucoup de temps.
D'abord, la Franche-Comté avec son Jura natal où se déroule pratiquement l'ensemble des livres qui forment Les colonnes du ciel, surtout le département du Doubs où ses héros doivent cheminer dans la montagne pour échapper à la guerre et à la famine, le froid et la neige du Grandvaux, la pluie et le vent violent du Silence des armes.
La vallée du Rhône, surtout la région lyonnaise, avec ce fleuve qui n'en finit pas de piquer des colères, de Pirates du Rhône au Seigneur du fleuve, ces riverains qui payent souvent cher les bienfaits du fleuve nourricier, l'orage et la tempête qui se déchaînent dans Malataverne.
« Le paysage clavélien est rarement un paysage apaisé » conclut Maryse Vuillermet.

## Orgueil et colère
« Le plus souvent, note Maryse Vuillermet, la colère est brouillonne et mauvaise conseillère. » Les héros de Bernard Clavel sont souvent perdants, L'Espagnol pers l'essentiel, Robert dans Malataverne finit en prison, 'le seigneur du fleuve' meurt, seuls Brassac et Kid Léon s'en sortent bien. Parfois, cette colère se canalise, arrive à fondre et à disparaître quand Brassac "craque" devant l'enfant que porte Marie, quand des hommes comme le père de Marie-Louise ou l'Espagnol sont pris de compassion face à des jeunes filles fragiles ou attardées mentales :« Ce personnage vulnérable et innocent donne au furieux un moment de calme où vil peut exprimer librement à l'abri de la dureté du monde un peu de sa sensibilité... »
L'orgueil rend ses personnages dominateurs et sûrs d'eux. Ils se heurtent aux autres, à leurs parents et veulent échapper au sort qui leur est promis, même si c'est douloureux à vivre. Ils sont « en colère contre le monde, leur milieu, les représentants du progrès » et le plus souvent luttent en solitaires. L'écrivain lui, va peu à peu trouver sa voie dans la lutte contre la violence qui l'amène à s'impliquer dans la lutte contre la guerre.
L'analyse de Maryse Vuillermet est plus nuancée puisqu'elle estime que « la production romanesque de Bernard Clavel contient cette hésitation entre guerre et paix... » D'un côté, il respecte l'aspect "ancien combattant" dans un roman tel que Le Soleil des morts et d'un autre côté, il dénonce la violence et la guerre dans des œuvres comme Le Silence des armes ou Lettre à un képi blanc. Pour Maryse Vuillermet, « la production clavélienne a oscillé longtemps entre deux types de romans : le beau récit tragique et bien mené mettant en scène un héros admirable... marchant fièrement à la rencontre de son destin, et le roman plus réaliste, plus social, du quotidien, du travail et de sa dureté.  » 
Ce héros-là n'est pas bon et sa colère n'arrange rien. L'homme Clavel ressemble à cette image ambivalente, contrastée : « il admire les forts, puissants, et déteste l'injustice et la guerre. » C'est cette « faille personnelle (qui) nourrit sa œuvre. »